# Sankt Johann in der Haide
Sankt Johann in der Haide är en ort och kommun i distriktet Hartberg-Fürstenfeld i förbundslandet Steiermark i Österrike.
Kommunen består av sju orter (Ortschaften) (inom parentes invånarantal 1 januari 2024):

- Altenberg (438)
- Klaffenau (21)
- Mitterberg (58)
- Sankt Johann in der Haide (910)
- Schölbing (445)
- Steinbüchl (14)
- Unterlungitz (379)